# Spłaszczkowate
Spłaszczkowate, żółwie spłaszczone (Dermatemydidae) – rodzina żółwi z podrzędu żółwi skrytoszyjnych. Cechą tej rodziny jest występowanie w miejscu połączenia karapaksu z plastronem kilku rzędów niewielkich tarczek. Rodzina ta pod koniec mezozoiku była bardzo liczna i występowała na niemal wszystkich kontynentach. Współcześnie żyje tylko jeden przedstawiciel tej rodziny i cechy jego budowy przyjmuje się za cechy całej rodziny.

## Zasięg występowania
Jedyny żyjący współcześnie gatunek – spłaszczek tabaskański – występuje w Ameryce Centralnej – w południowym Meksyku, Belize i Gwatemali.

## Systematyka
Do rodziny należy jeden występujący współcześnie rodzaj:
- Dermatemys J.E. Gray, 1847 – jedynym przedstawicielem jest Dermatemys mawii J.E. Gray, 1847 – spłaszczek tabaskański[4]

oraz rodzaje wymarłe:
- Baptemys Leidy, 1870
- Notomorpha Cope, 1872
- Gomphochelys Bourque, Hutchison, Holroyd & Bloch, 2015